# Retablo de San Francisco de Fabriano

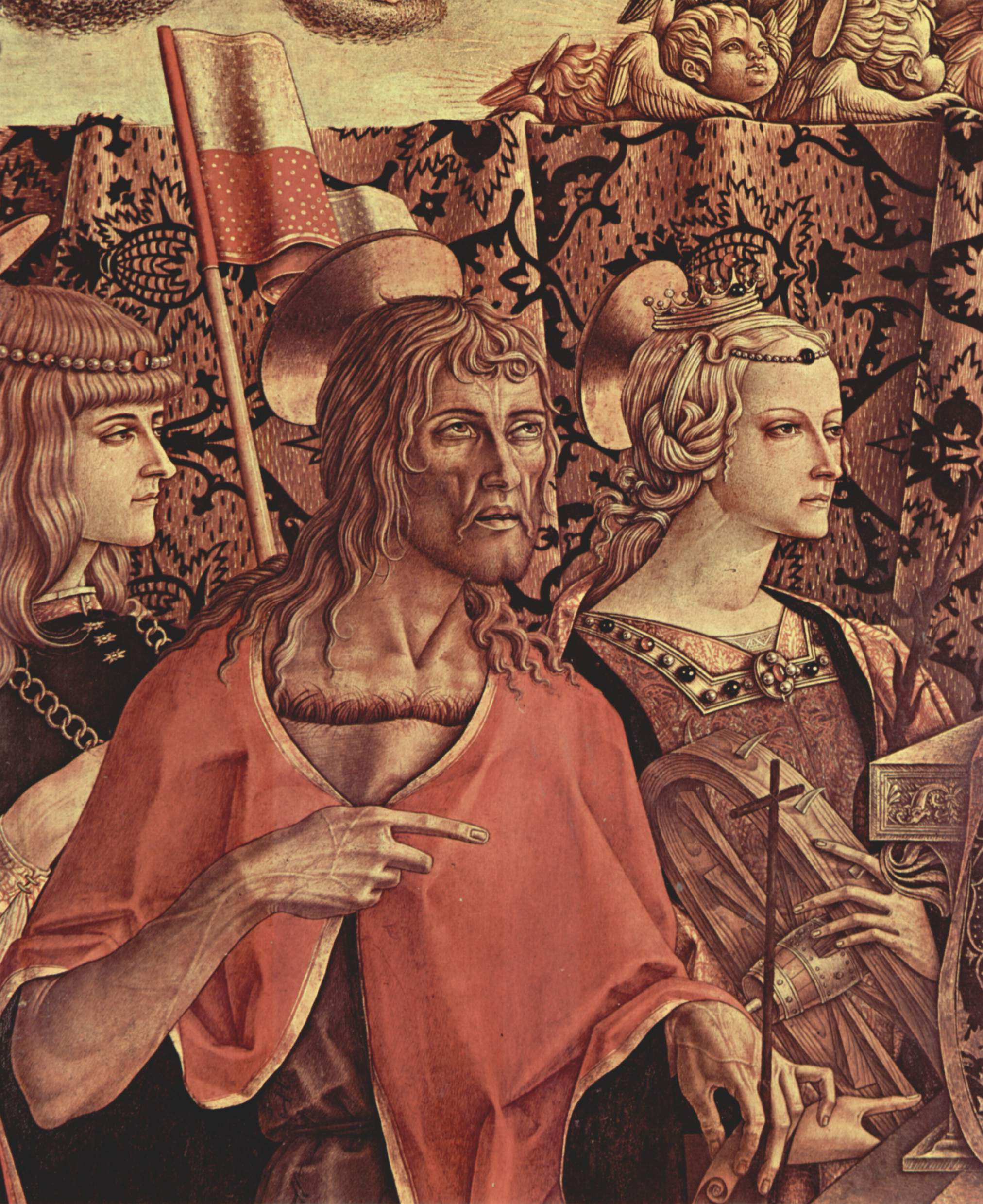
Detalle de la Coronación, grupo izquierdo, san Juan Bautista, Jorge y Catalina de Alejandría.

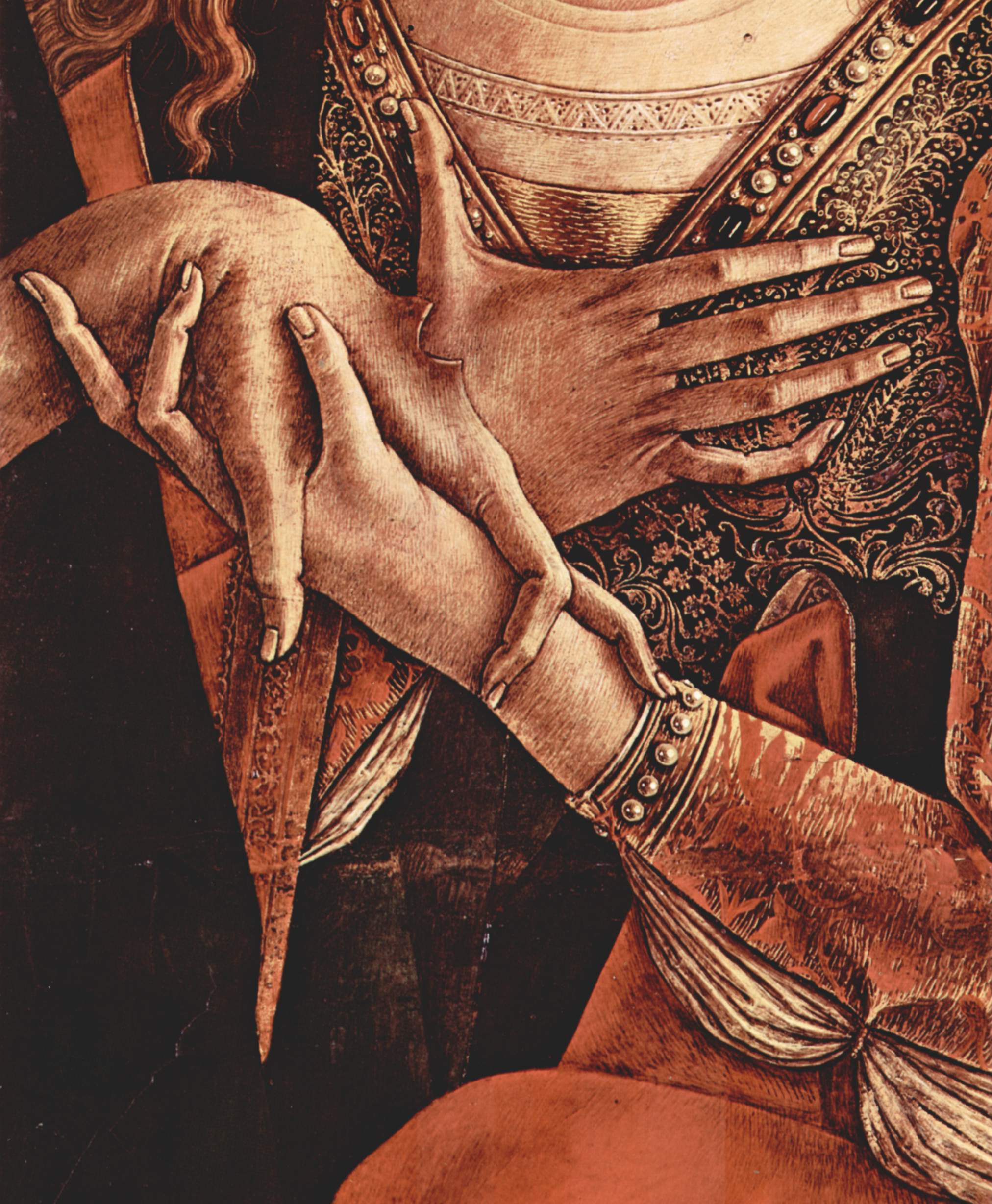
Detalle de la Piedad..

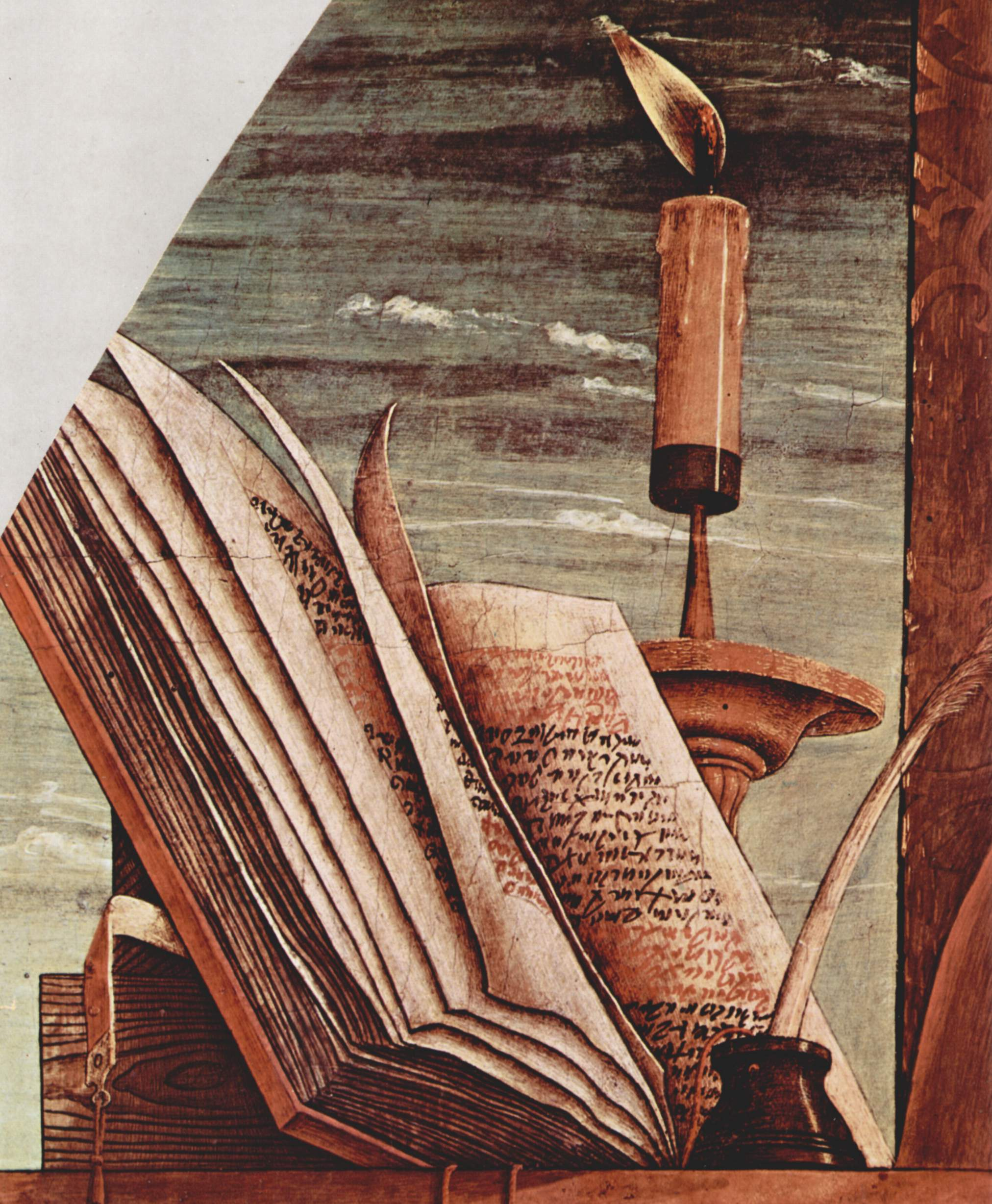
Detalle de la Piedad, libro, pluma, tintero y vela.

El Retablo de San Francisco de Fabriano es un políptico pintado al temple y dorado sobre tabla (194,3 x 93,3 cm) por Carlo Crivelli, datado en 1493 y conservado, en dos partes principales, en la Pinacoteca de Brera de Milán. Está firmado sobre el retablo central CAROLVS CRIVELLVS VENETVS MILES PINXIT MCCCCLXXXXIII.

## Historia
El retablo, donde predominan los rojos y dorados, proviene de la iglesia de San Francisco en Fabriano, como atestigua el documento de asignación en el archivo notarial local. En este, datado el 9 de enero de 1490, el artista se compromete a pintar una Piedad con los dolientes, una Coronación entre dos parejas de santos elegidos por el Capítulo, una predela, frisos y dorados, por un tarifa final de 250 ducados, a entregar poco a poco, para hacer frente a los gastos necesarios según fueran surgiendo. Durante el periodo necesario para su terminación, dos años, el pintor disfrutaría además de vivienda, trigo, vino y leña gratuitos. Los frailes confiaban en el pintor que operaba en la ciudad desde hacía años y que había creado ya un retablo para un altar lateral de su iglesia, la Madonna con el Niño entronizada entre los santos Francisco y Sebastián, hoy en la National Gallery de Londres.
La terminación final requirió finalmente cuatro años, siendo entregado el 7 de agosto de 1494, y entretanto los comitentes tuvieron que cambiar la inscripción sobre el retablo ("Tempore fra Jacobi de Fabro et fra Angeli de Serra comitus guardianus completa fuit") recordando de hecho a un fra Jacopo da Fabriano y un fraile Ángelo Serra dei Conti que no participaron en la redacción del primer contrato; fray Ángelo era el nuevo fraile guardián que sucedió a Giovanni "sacre thologie professoris" citado en el primer documento.
La fecha sobre el retablo lo convierte en la última obra ciertamente atribuible a Crivelli.
El retablo fue visto en la galería del coro hacia 1730 por Benigni y hacia 1745 por Gilli-Guerrieri. Después del terremoto de 1741, la iglesia quedó dañada y fue demolida en 1780, para ser reconstruida en 1788. Todas las obras presentes en la iglesia fueron retiradas y luego dispersadas. El Retablo de San Francisco quizás transitó por el mercado de antigüedades de Roma, como muchas otras obras de las Marcas. En cualquier caso, en 1836, las dos pinturas principales del retablo son mencionadas en la Gazzetta Privilegiata de Milán como adquiridas genéricamente "en la Romaña" por el coleccionista Pietro Oggioni. En su testamento las dejó legadas a Brera, donde ingresaron el 12 de enero de 1855.
La predela fue desmembrada y las tablas tomaron varios caminos. Fue Federico Zeri quien estudió su reconstrucción.

## Descripción y estilo
El retablo estaba compuesto por los siguientes paneles:
- Coronación de la Virgen, 255 x 225 cm, Milán, Pinacoteca de Brera
- Piedad, 128 x 225 cm, Milán, Pinacoteca de Brera
- Cristo bendiciendo, 25 x 25 cm, Roma, Museo del castillo Sant'Angelo
- San Onofre, 28 x 25 cm, Roma, Museo del castillo Sant'Angelo
- Santos Luis de Tolosa, Jerónimo y Pedro, 28 x 76 cm, París, Museo Jacquemart-André
- Santos Pablo, Juan Crisóstomo y Basilio, 28 x 76 cm, París, Museo Jacquemart-André
- San Bernardino de Siena, 28 x 25 cm, Esztergom, Museo Cristiano
- San Antonio de Padua, 28 x 22 cm, Esztergom, Museo Cristiano
- Santo Domingo, 28 x 22 cm, Esztergom, Museo Cristiano

### Coronación de la Virgen
La escena principal muestra la Coronación de la Virgen por obra de Jesús, sentados en un trono elevado sobre un alto escalón decorado con amplias volutas hechas de cornucopias rebosantes de frutas. El Padre Eterno aparece en el plano superior e, inclinándose hacia delante desde un nimbo luminoso lleno de serafines, posa dos coronas sobre Jesús y María, esta última acompañada por un gesto similar de Cristo; bajo Dios aparece la paloma del Espíritu Santo. Un enjambre de serafines y querubines forman una especie de arco, que enmarca esta escena principal y se conecta con el rectángulo del fondo hecho por una pared cubierta por un rico paño de damasco. Otros ángeles más grandes a los lados, sobre el fondo del cielo azul, estiran una tela por detrás del banco de Jesús y María, mientras otros cuatro, flotando por parejas en las esquinas superiores, tocan instrumentos musicales: dos laúdes, un arpa y una pandereta.
Los santos abajo, de pie sobre un escalón de mármol veteado, son tres a cada lado: a la izquierda san Jorge como un joven, san Juan Bautista y santa Catalina de Alejandría; a la derecha san Venancio, san Francisco y san Sebastián, como joven sosteniendo una flecha.
Destaca un decorativismo exuberante, sobre todo en la original forma del trono, con las cornucopias que giran sinuosas en torno a dos medallones con el Sol y la Luna, es decir el transcurrir del tiempo para sugerir la Eternidad.

### Piedad
La tabla encima con la Piedad, de borde superior arqueado, tiene una composición diferente, más solitaria, con las figuras recogidas en torno a Cristo muerto, con un fuerte sentido dramático: san Juan parece mirar incrédulo las heridas de los clavos, María llora, María Magdalena, que ha apoyado el frasco de ungüentos sobre el borde del parapeto marmóreo, se lleva una mano al pecho, conmocionada. Los grupos están marcados por el fondo, hecho con dos telas que aíslan las dos figuras centrales (madre e hijo) la vertical y luego a las laterales (Juan y Magdalena) el paño horizontal de damasco, similares a las presentes en el panel inferior. De gran espesor formal es el entrelazado de las manos de las figuras, de una complejidad casi surrealista.
A la pequeña naturaleza muerta del ornamentado frasco, completa con una cuerda y un paño que penden creando sombras muy realistas sobre el simulado mármol, hacen eco del otro lado algunos objetos ligados al Evangelista, como el libro abierto y una vela, con la llama movida por una brisa (no la misma, ya que la dirección es opuesta, que la que sacude los cabellos de la Magdalena).

### Predela
Zero planteó la hipótesis de que en el centro de la predela debiera encontrarse el Cristo bendiciendo, flanqueado a la izquierda por los santos Luis de Tolosa, Jerónimo y Pedro, y a derecha por los santos Pablo, Juan Crisóstomo y Basilio. Los dos apóstoles romanos Pedro y Pablo se encontrarían así pues a los lados del Redentor. Entre estos santos cuelgan frutas simbólicas extrañamente sobredimensionadas sostenidas en racimos por cuerdas. Los santos Bernardino de Siena y Onofre debían estar en la base del marco, mientras los santos Antonio de Padua y Domingo debían encontrarse en los lados interiores. Completando el conjunto, a menor tamaño, podían estar los escudos familiares de los dos frailes comitentes.
A pesar de algunos retoques posteriores, destinados a esconder las frutas pintadas, los santos están en buenas condiciones y son atribuibles a la mano de Crivelli. Todos aparecen de medio cuerpo en los huecos de medio arco de una fingida pared de piedra. Pablo sostiene en lugar de la habitual espada una cimitarra y san Juan Crisóstomo se señala los labios indicando su fama como orador que le valió el apodo (Crisóstomo, pico de oro). El motivo de la fruta colgada fue copiado pocos años después por el pintor fabrianés Francesco di Gentile.

## Posible reconstrucción
|  |  |  |  |  |  |  |  |  |
|  |  |  |  |  |  |  |  |  |